# Название Молдовы
Название Молдовы (Молдавии) имеет продолжительную историю.

## Этимология
Считается установленным, что топоним Молдавия/Молдова происходит от гидронима Молдова, который, в свою очередь имеет формант славянского происхождения «молд-», который означает «еловый, пихтовый». Российский лингвист А. И. Соболевский считал, что топоним происходит от основы «-moldu», означающей «нежный, мягкий, молодой». Окончание «-ова» является общим славянским суффиксом, используемым как в нарицательных, так и в собственных именах и означает принадлежность, главным образом существительных женского рода. Отмечено также существенное влияние славянских языков.
Произведения ряда молдавских хронистов и писателей, таких как Григоре Уреке (1590—1647), Мирон Костин (1633—1691) и Дмитрий Кантемир (1673—1723) содержат упоминания о мифе, согласно которому основатель Молдавского княжества воевода Драгош из Марамуреша в 1359 году охотился на быков в сопровождении собаки по кличке Молда, которая загнала быка в реку и сама утонула при этом;после этого Драгош назвал реку и местность в память о собаке.
Существуют и другие версии происхождения топонима — согласно одной из них, название происходит от готского слова «Mulda», имеющего несколько значений, в том числе «земля» (древнегерманское «muldan» — земля, страна). Таким образом, Muld/Mulda или Molda = земля плодородная (или чёрная земля). Мulda+au или Мulda+aue = Земля плодородных речных долин — чёрная (плодородная) река — Черноводье. Город Байя в округе Сучава, который непродолжительное время был столицей Молдавии, упоминается в немецком документе 1421 года под названием Stadt Molde.

## Валахия
При первом господаре независимого Молдавского княжества Богдане I другим названием территории было «Чёрная Валахия» (рум. Valahia Neagră).
В 1456 году Молдавское княжество попадает в вассальную зависимость от Османской империи. Турецкие власти именовали территорию Кара-Эфлак, а княжество времён правления Богдана I — «Кара-Богдан» и «Богдан-Эфлак» («Валахия Богдана»). В старославянских, русских, польских средневековых текстах к Молдове применяется название «Волохия» или «Волошская страна». В документах Штефана чел Маре используется и название «Молдовлахийская Земля».

## Советская Молдавия
Название «Советская Молдавия» использовалось и в отношении Молдавской Автономной Советской Социалистической Республикой (МАССР), созданной на территории Украинской ССР 12 октября 1924 года. После присоединения Бессарабии к МАССР 28-го июня 1940 года, это название стало применяться к новой союзной республике — МССР, созданной 2 августа 1940 года. C 5 июня 1990 года республика сменила название на «ССР Молдова». «Молдавской республикой» также называет себя и самопровозглашённая ПМР, считающая себя правопреемницей МАССР.

## Румынская Молдова
Сегодня название «Молдова» применяется также к восточному историческому региону Румынии, который до 1866 года представлял территорию Молдавского княжества.